# Салеа (Савона)
Салеа је насеље у Италији у округу Савона, региону Лигурија.
Према процени из 2011. у насељу је живело 379 становника. Насеље се налази на надморској висини од 73 м.